# Елида (Охајо)
Елида (енгл. Elida) град је у америчкој савезној држави Охајо.

## Демографија
По попису из 2010. године број становника је 1.905, што је 12 (-0,6%) становника мање него 2000. године.
| Група             | 2000.         | 2010.         |
| Белци             | 1.819 (94,9%) | 1.777 (93,3%) |
| Афроамериканци    | 37 (1,9%)     | 49 (2,6%)     |
| Азијати           | 11 (0,6%)     | 15 (0,8%)     |
| Хиспаноамериканци | 28 (1,5%)     | 30 (1,6%)     |
| Укупно            | 1.917         | 1.905         |